# Sebastian Kurz
Sebastian Kurz (Vienna, 27 agosto 1986) è un politico e imprenditore austriaco, presidente del Partito Popolare Austriaco dal 14 maggio 2017 al 2 dicembre 2021 e cancelliere federale dell'Austria per due volte tra il 2017 e il 2019 e poi tra il 2020 e il 2021. È stato eletto per la prima volta alla carica all'età di 31 anni, il più giovane cancelliere nella storia austriaca e al mondo.
Dal 16 dicembre 2013 al 18 dicembre 2017 è stato ministro federale degli affari esteri, dei rapporti con l'Unione europea e dell'integrazione, per poi entrare in carica come cancelliere dopo lunghe trattative politiche, il 18 dicembre 2017 a seguito del successo elettorale del suo partito nelle elezioni parlamentari. Il 27 maggio 2019 con 103 voti a favore su 183 viene sfiduciato dal parlamento austriaco dopo gli scandali del cosiddetto "Ibizagate" che hanno coinvolto i membri del suo esecutivo appartenenti al Partito della Libertà Austriaco (FPÖ). Gli succede ad interim il vice-cancelliere Hartwig Löger.
Le indagini della Procura economica per sospetto di corruzione hanno portato al suo ritiro da tutte le cariche politiche nel 2021. Nel febbraio 2024, lui e il suo capo di gabinetto Bernhard Bonelli sono stati condannati dal tribunale regionale penale di Vienna per aver rilasciato false dichiarazioni davanti alla commissione investigativa di Ibiza.
Dopo la sua carriera politica, nel 2022 Kurz ha scelto la strada dell'imprenditore e del finanziere assumendo un incarico presso un fondo di investimento del miliardario Peter Thiel negli Stati Uniti, lavora anche per la compagnia petrolifera emiratina Abu Dhabi National Oil Company, per il fondo sovrano Mubadala  e per la società israeliana di sicurezza informatica Dream Security. 

## Biografia
Nato a Vienna, è cresciuto nel distretto di Meidling. Figlio di Josef Kurz (tecnico) e di Elisabeth Dehler (insegnante di grammatica),, la nonna materna Magdalena Müller, nata a Temerin nel 1928, è una sveva del Danubio che sapeva parlare solo ungherese e fuggì dalla Vojvodina nell'ex Jugoslavia in Austria durante la seconda guerra mondiale. Kurz cominciò a operare in politica a sedici anni e dopo la maturità venne eletto presidente della sezione giovanile del Partito Popolare Austriaco.
Ha superato l'esame di maturità nel 2004 e poi ha completato il servizio militare obbligatorio. Nel 2005, ha iniziato a studiare giurisprudenza all'Università di Vienna, ma poi ha rinunciato per concentrarsi sulla sua carriera politica.

## Carriera politica
Nel 2011 venne nominato sottosegretario agli Interni con delega all'integrazione nel primo governo Faymann. In queste vesti si occupò di attuare alcune misure sociali come l'insegnamento della lingua tedesca agli immigrati e un programma per valutare le difficoltà dei bambini già in età prescolare.

### Ministro degli affari esteri

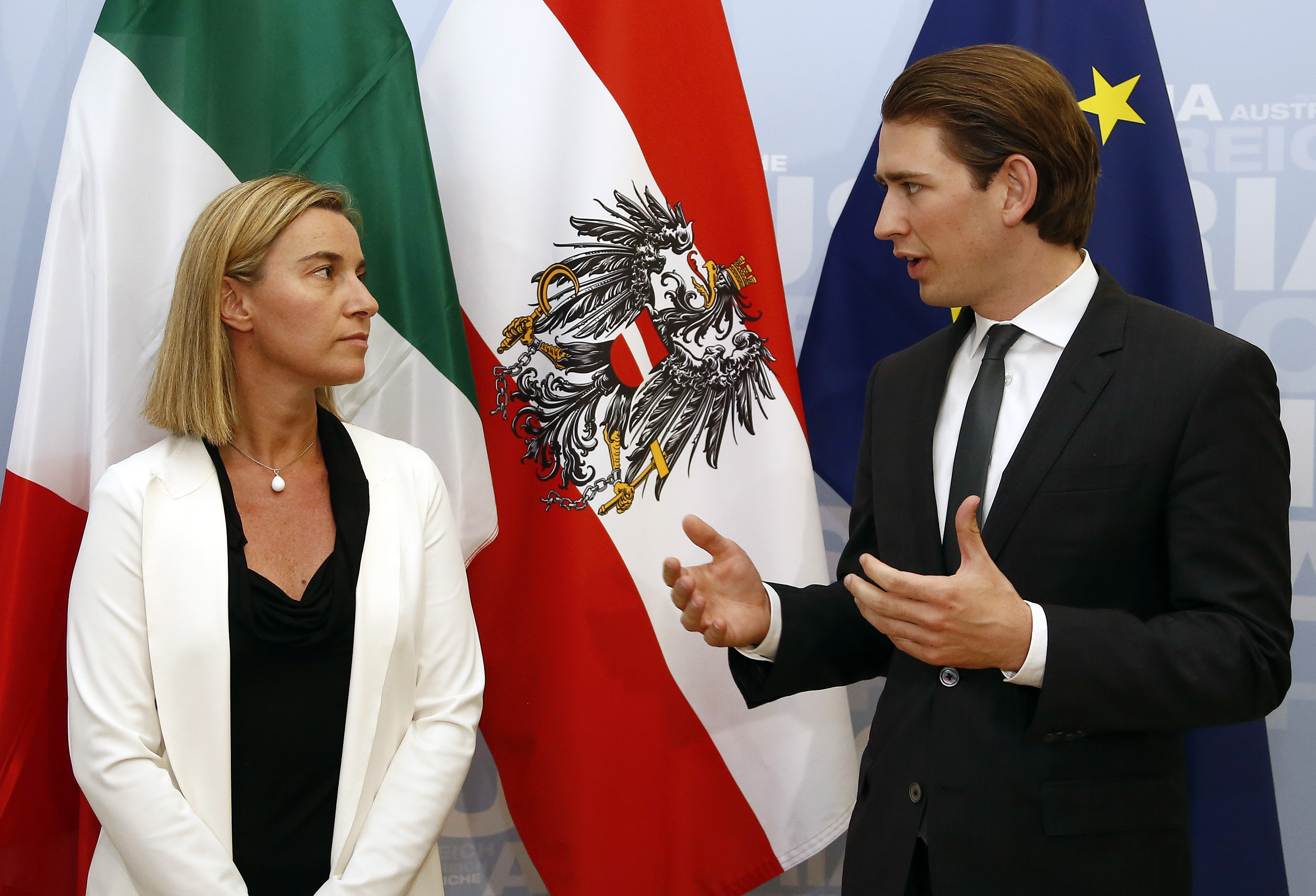
Sebastian Kurz con l'Alto rappresentante dell'Unione per gli affari esteri e la politica di sicurezza Federica Mogherini.

Nel dicembre del 2013 Kurz venne nominato Ministro degli Esteri a soli ventisette anni, divenendo di fatto il più giovane ministro nella storia dell'Austria. Proprio la giovane età fu oggetto di critiche da parte della stampa austriaca, nonostante Kurz godesse di un grosso sostegno elettorale (nelle precedenti elezioni parlamentari fu il candidato che ottenne più preferenze in assoluto).
Nel corso del consiglio degli Affari Esteri dell'Unione europea del 15 agosto 2014 si dichiarò contrario all'invio di armi a sostegno della popolazione dei curdi iracheni attaccata dalla milizie dell'Isis. Assieme al collega svedese Carl Bildt, il ministro Kurz dichiarò di essere favorevole all'invio di soli aiuti umanitari.
Dopo un incontro con il ministro degli Esteri italiano, Angelino Alfano nel luglio 2017 ha affermato di "pretendere" l'interruzione di quello che ha definito "traghettamento di migranti illegali dalle isole italiane, come Lampedusa, verso la terraferma" al fine di ottenere una diminuzione del flusso migratorio proveniente dai Paesi dell'Africa verso l'Europa centrale.

### Leader del Partito Popolare Austriaco
Dal 14 maggio 2017 Kurz subentra a Reinhold Mitterlehner come leader del Partito Popolare Austriaco, rompendo di fatto l'alleanza di governo con il Partito Socialdemocratico d'Austria del cancelliere Christian Kern e portando così il paese a elezioni anticipate previste per il 15 ottobre.
Kurz sposta l'asse politico del partito su posizioni più conservatrici e di destra cambiando anche il tradizionale colore nero con il turchese.
Nelle elezioni parlamentari del 2017, il Partito popolare austriaco ha gareggiato con la lista Sebastian Kurz – il nuovo Partito popolare, ma ha mantenuto l'abbreviazione ÖVP. Oltre a Kurz, altri candidati nella lista federale (Bundesliste) erano Elisabeth Köstinger, Josef Moser, Gaby Schwarz, Efgani Dönmez, Maria Großbauer, Rudolf Taschner, Tanja Graf, Karl Mahrer e Kira Grünberg.  La prima parte del programma elettorale, intitolata "New Justice & Responsibility" (Neue Gerechtigkeit & Verantwortung), è stata presentata il 4 settembre 2017 e prometteva tagli fiscali, sostenuti contro le tasse patrimoniali e di successione e una riduzione del reddito minimo ottenuto da persone senza cittadinanza austriaca.. Già nel giugno 2017, Kurz aveva annunciato che avrebbe puntato a uno sgravio fiscale per un importo da 12 a 14 miliardi di euro all'anno, controbilanciato da risparmi nella burocrazia e "servizi sociali fuorviati", che avrebbero in particolare influenzato i sussidi per bambini e famiglie, nonché il reddito minimo ricevuto dagli stranieri.
La seconda parte del programma, presentata nove giorni dopo, comprendeva economia, istruzione, ricerca, cultura e ambiente. Mirava anche a sostituire la frequenza scolastica obbligatoria con "l'istruzione obbligatoria". I bambini devono "essere in grado di leggere e conoscere in modo completo le basi della matematica", altrimenti la frequenza scolastica obbligatoria deve essere prolungata fino all'età di 18 anni. Inoltre, ci deve essere un secondo anno di scuola materna obbligatorio per i bambini con una conoscenza insufficiente della lingua tedesca. E i contributi al sistema di sicurezza sociale sono ridotti per le persone con redditi più bassi.
Il 27 settembre 2017, Kurz ha presentato la terza parte del programma elettorale: "Ordine e sicurezza". Chiunque arrivi illegalmente deve essere rimpatriato nel proprio paese d'origine. Se qualcuno ha bisogno di protezione, deve essere ospitato in un centro di protezione all'interno di un paese terzo. Ha anche chiesto un Punktesystem migliorato (sistema di punteggio) per gli immigrati legali. Per quanto riguarda le riforme governative, auspicava una separazione delle responsabilità più chiaramente definita tra il governo federale e i governi statali e municipali. Ha inoltre chiesto riforme strutturali all'interno dell'UE, l'attuazione del patto di sicurezza e pene più severe per la violenza contro le donne.
Il partito risulta primo alle elezioni parlamentari ricevendo 1.595.526 voti (31,5%) nel voto popolare e guadagnando così 15 seggi aggiuntivi; di conseguenza, il presidente federale Alexander Van der Bellen incarica Kurz di aprire le fasi di consultazione con i vari partiti politici per la formazione del nuovo governo come cancelliere designato.

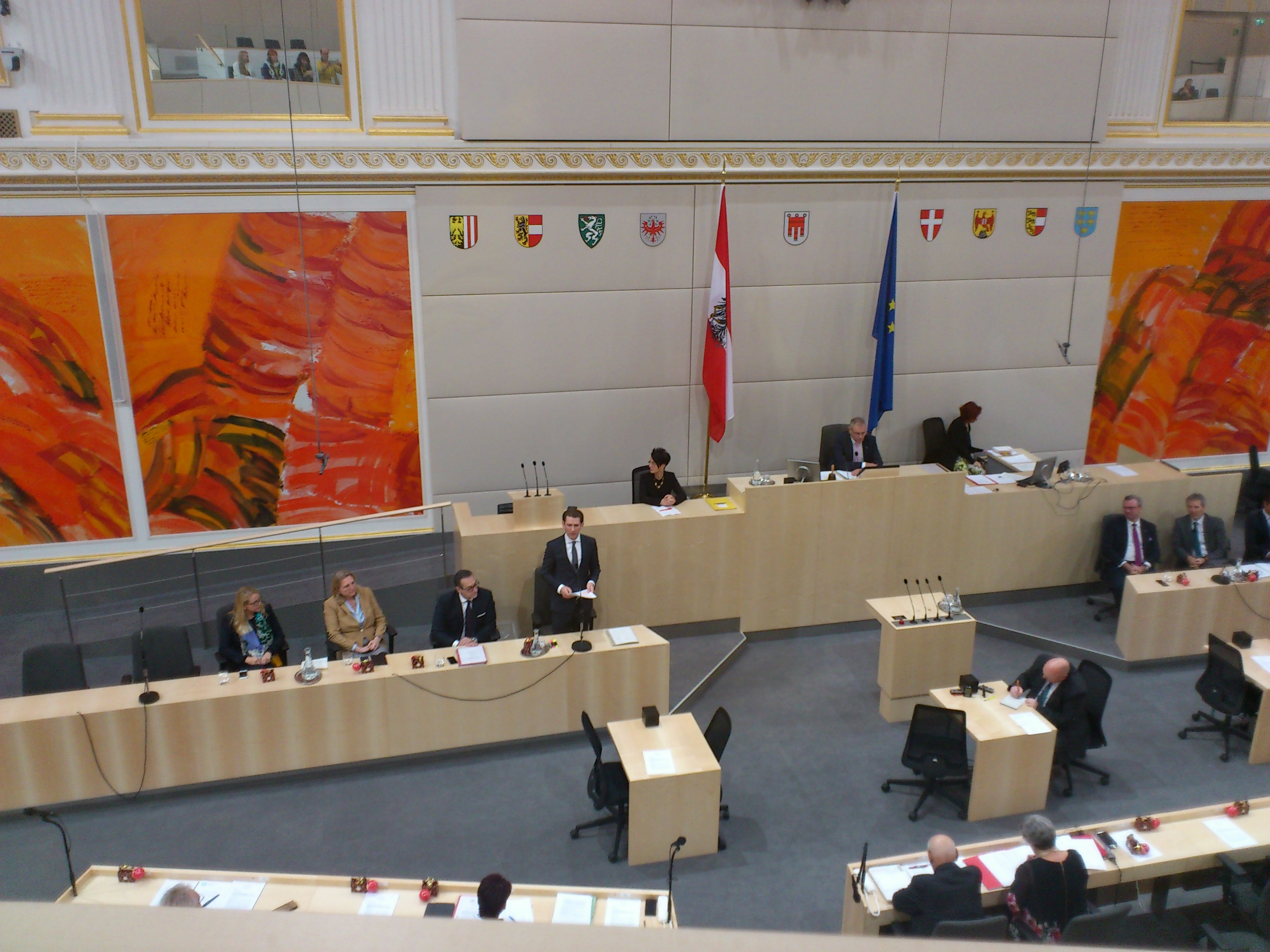
Il nuovo Cancelliere Sebastian Kurz si rivolge al Consiglio federale

### Cancelliere federale

#### Governo Kurz I
Il giovane conservatore austriaco vincitore delle elezioni parlamentari del 15 ottobre 2017. Dal momento che non ha ottenuto la maggioranza assoluta in parlamento, Kurz ha dovuto cercare un partner di coalizione. La ricerca si è rivelata piuttosto rapida e il Partito Popolare ha avviato negoziati con il Partito della Libertà di destra e di estrema destra il 25 ottobre. I negoziati si sono conclusi con successo il 15 dicembre e la coalizione ha presentato la sua lista di ministri al Presidente. Van der Bellen ha dato il suo assenso. Ciò ha aperto la strada al ritorno al potere del Partito della Libertà Austriaco, 17 anni dopo l'apertura da parte di un altro conservatore, Wolfgang Schüssel, nel 2000. Kurz aveva detto di aver avuto contatti preliminari "molto positivi" con il leader di FPÖ, Heinz-Christian Strache.
Il 18 dicembre successivo Kurz ha prestato giuramento come nuovo Cancelliere federale.
Una delle prime proposte avanzate da Kurz è stata quella di concedere una doppia cittadinanza italiana/austriaca ai cittadini Sudtirolesi residenti in Italia in Trentino-Alto Adige. In una intervista al quotidiano Bild am Sonntag, il neo-Cancelliere si è dichiarato contrario al sistema di ripartizione delle quote di migranti introdotto nel 2015 dall'Unione europea.

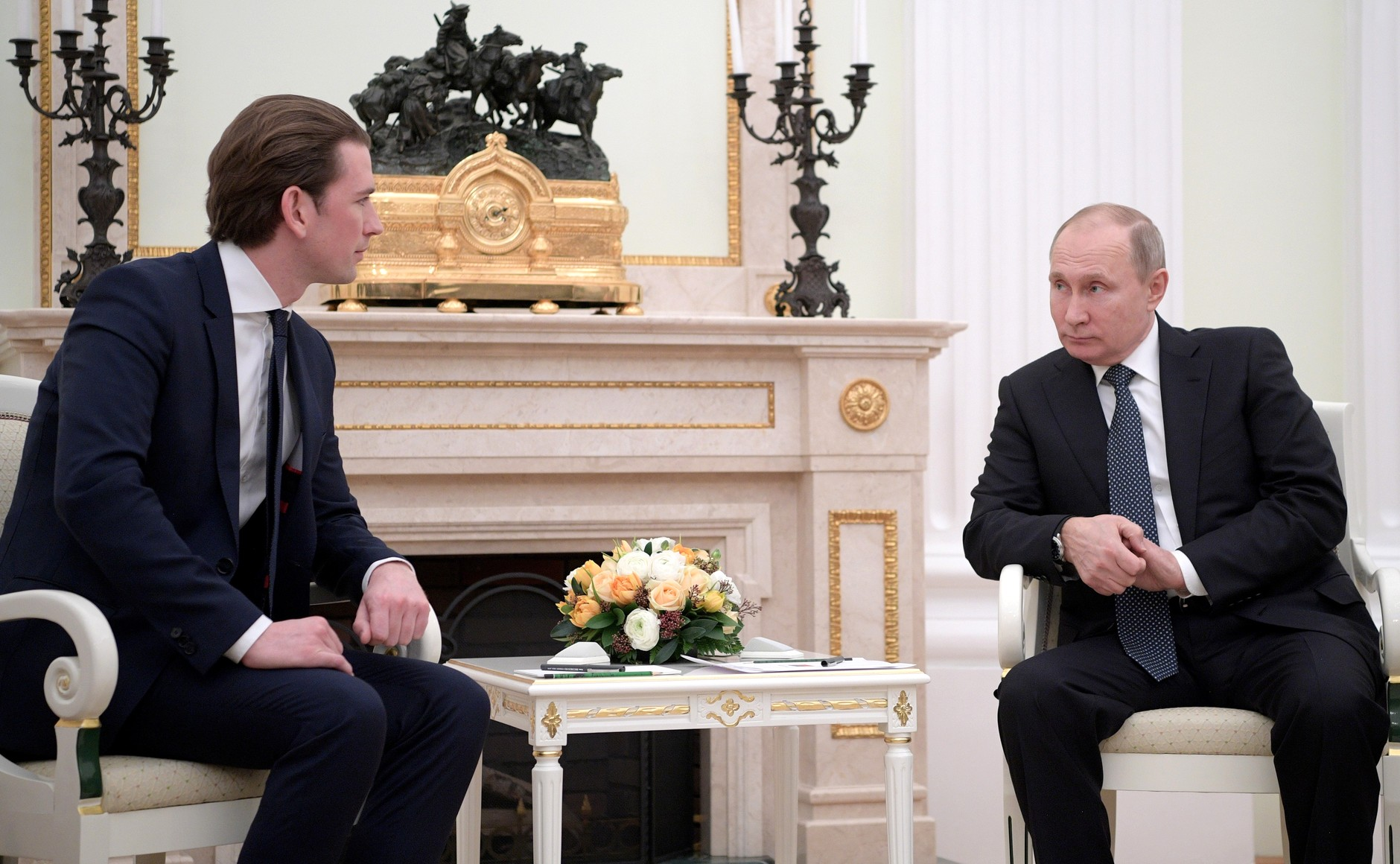
Sebastian Kurz durante una riunione con il presidente russo Vladimir Putin nel 2018

Kurz è il primo cancelliere federale dell'Austria a non fare la sua visita inaugurale nella vicina Germania.
Il suo primo viaggio all'estero, il 18 dicembre 2017, è stato a Bruxelles, dove ha incontrato il presidente della Commissione europea Jean-Claude Juncker e il presidente del Consiglio dell'UE Donald Tusk. L'obiettivo del viaggio era mostrare la sua attitudine europeista nei confronti della migliore coppia dell'UE. A margine dell'incontro con i leader dell'UE, ha anche incontrato il presidente del Parlamento europeo Antonio Tajani e il commissario europeo per l'allargamento Johannes Hahn.
Il suo governo è entrato in crisi il 18 maggio 2019 quando il vicecancelliere e ministro dello sport Heinz-Christian Strache, membro del Partito della Libertà Austriaco (FPÖ), il partito di estrema destra facente parte della coalizione di maggioranza, rassegna le dimissioni da entrambi gli incarichi governativi, oltre che da presidente del suo partito, in seguito alla pubblicazione da parte del quotidiano Suddeutsche Zeitung e del settimanale Der Spiegel di un video girato nel 2017 a Ibiza in cui Strache accettava offerte di corruzione dalla sedicente nipote di un oligarca russo (in realtà una giornalista d'inchiesta).
Sebastian Kurz, dopo le dimissioni ha destituito il ministro dell'interno Herbert Kickl al fine di consentire lo svolgimento di un'inchiesta, determinando le dimissioni di tutti i membri di governo del Partito della Libertà Austriaco. Ha quindi annunciato elezioni anticipate.

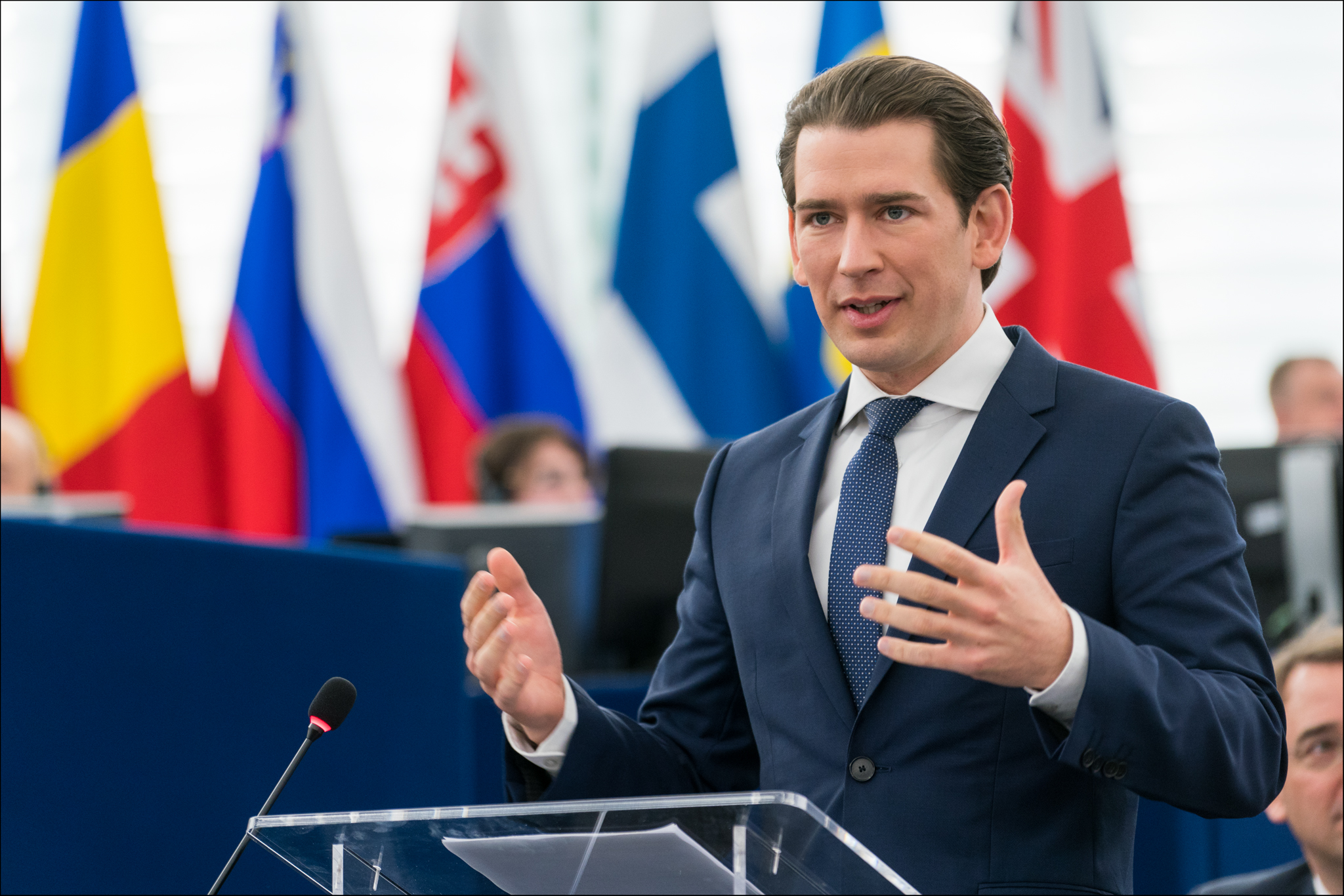
Sebastian Kurz interviene al Parlamento europeo durante la presidenza austriaca della UE il 15 gennaio 2019

Il 27 maggio 2019 il Parlamento approva, con 103 voti a favore su 183, la mozione di sfiducia presentata dai socialdemocratici (SPÖ) e in seguito sostenuta dall’ FPÖ In tal modo, diviene il primo cancelliere dal secondo dopoguerra a essere sfiduciato dal parlamento. su proposta dell'ex candidato alla Presidenza della Repubblica del partito e Ministro delle Infrastrutture, Norbert Hofer.
Il giorno prima del voto di sfiducia, il suo partito alle elezioni europee del 26 maggio 2019 aveva ottenuto il 34,9% dei voti, 8 punti percentuali in più rispetto alle precedenti elezioni del 2014, affermandosi primo partito nel Paese. Il miglior risultato della storia da parte in un partito austriaco alle elezioni europee.

#### Governo Kurz II
Il 29 settembre 2019 si sono tenute le elezioni parlamentari che hanno visto il trionfo, con il 37,46% dei voti, di Sebastian Kurz, che si è riconfermato quindi Cancelliere. Il Governo Kurz II è in carica dal 7 gennaio 2020 ed è un governo di coalizione tra popolari (ÖVP) e verdi (Die Grünen).
Si dimette dalla carica di Cancelliere federale il 9 ottobre 2021, dopo che nei giorni precedenti aveva ricevuto delle accuse di "favoreggiamento della corruzione". Secondo il procuratore generale austriaco, Kurz, assieme ad altre nove persone, tra il 2016 e il 2018, quando era Ministro degli Esteri, avrebbe usato illegittimamente i fondi del Ministero delle Finanze per manipolare i sondaggi a suo favore e del Partito Popolare Austriaco, nonché agevolare la pubblicazione di notizie favorevoli sui quotidiani austriaci.
Il 2 dicembre 2021 Kurz ha annunciato le sue dimissioni da tutte le cariche politiche e di ritirarsi dalla vita politica.

## Vita privata
Kurz ha una relazione con l'insegnante di economia Susanne Thier da quando andavano a scuola assieme.

## Pubblicazioni
- (DE)  Oskar Deutsch (a cura di), Die Zukunft Europas und das Judentum. Impulse zu einem gesellschaftlichen Diskurs, Wien, Böhlau Verlag, 2017, ISBN 978-3-205-20531-9, Den sozialen Frieden sichern und ein »Wir-Gefühl« fördern: Österreichs Initiativen und Aktivitäten im Dialog mit Religionsgemeinschaften und Migrantencommunities, pp. 123–134.
- (DE)  Josef Mantl, Alexander Ochs, Marc R. Pacheco (a cura di), Communicating Sustainability, Wien, Böhlau Verlag, 2012, ISBN 978-3-205-78817-1, Integration durch Leistung, pp. 91–98.
- (DE)  Harald Mahrer, Dietmar Halper (a cura di), Urbane Lebenswelten, Wien, Verlag Noir, 2012, ISBN 978-3-9503255-2-2, Integration, Inklusion und Diversität, pp. 19–24.